# Elatostema papillosum
Elatostema papillosum är en nässelväxtart som beskrevs av Hugh Algernon Weddell. Elatostema papillosum ingår i släktet Elatostema och familjen nässelväxter. Inga underarter finns listade i Catalogue of Life.